# Penisola di Aupouri
La Penisola di Aupōuri è un tombolo situato nella punta nord dell'Isola del Nord della Nuova Zelanda. Sorge tra due bacini d'acqua: il Mar di Tasman e l'Oceano Pacifico. Costituisce la parte più a nord del distretto di Far North.

## Etimologia
La penisola prende il nome da Te Aupōuri, una delle tribù māori che la abitano.

## Storia
La penisola è stata una località importante per il commercio della resina di kauri, che ha preso piede principalmente tra il 1890 e il 1935. Resina di kauri di alta qualità fu scoperta intorno al Porto di Parengarenga e ciò comportò la fondazione della Parenga Gumfield Company. Dopo il 1910, quando la resina di scarsa qualità aumentò di valore, l'estrazione della stessa si intensificò nella parte meridionale della penisola.

## Geografia fisica
La penisola di Aupōuri è a sua volta parte di una penisola maggiore: la penisola del Northland. Vicino alla cittadina più settentrionale, Kaitaia, la penisola del Northland si restringe, passando da 60 chilometri di larghezza ad appena 10 chilometri. La penisola mantiene questa larghezza per approssimativamente 100 chilometri.
Alla base della penisola, a est, si trova l'insenatura naturale del porto di Rangaunu. Oltre questa si estendono la penisola di Karikari e l'ampia baia di Doubtless Bay. La costa orientale della penisola è dominata dalla baia di Rangaunu a sud e dalla baia di Great Exhibition a nord. Verso la sua punta settentrionale si trova l'insenatura naturale del porto di Parengarenga, oltre la quale si trova il Capo Nord. La Baia degli Spiriti e la Baia di Tom Bowling Bay si trovano all'estremità settentrionale del territorio.
Tuttavia, la zona più conosciuta della penisola si trova sulla costa opposta: la Spiaggia delle Novanta Miglia, che si estende per 88 chilometri.
All'estremità settentrionale, la penisola si allarga fino a raggiungere i 30 chilometri. Qui si trovano diversi promontori che sembrano essere il punto più settentrionale delle isole principali della Nuova Zelanda: Capo Maria van Diemen, Capo Nord, Capo Reinga e le scogliere di Surville, che costituiscono il punto più settentrionale effettivo. Solo una manciata di isole degli arcipelaghi di Tre Re e Kermadec si trovano più a nord della Nuova Zelanda.
Sebbene vi siano diversi insediamenti con più di 100 abitanti, tra cui Te Hāpua, Te Kao, Pukenui e Kaimaumau, la penisola è scarsamente popolata. Per questo motivo, le strade della zona sono in gran parte solo brecciate e non asfaltate. La strada principale (State Highway 1) è asfaltata, il cui ultimo tratto è stato completato nell'aprile 2010.

### La falda acquifera
La falda acquifera di Aupōuri si estende lungo tutta la lunghezza della Spiaggia delle Novanta Miglia e comprende le terre tra Waimanoni e Ahipara, coprendo una superficie totale di 75.322 ettari. I livelli delle acque sotterranee sono monitorati e i limiti di allocazione dell'acqua sono fissati dal Consiglio regionale del Northland. Le autorizzazioni per il prelievo di acqua includono condizioni per il monitoraggio dei pozzi al fine di osservare i livelli dell'acqua e l'eventuale intrusione di acqua salata.
Nella penisola di Aupōuri sono presenti numerosi piccoli laghi, come il lago Waiparera, il lago Heather, il lago Ngatu e il Lago Rotoroa.
L'utilizzo della falda acquifera per l'industria dell'avocado ha suscitato preoccupazioni nell'opinione pubblica riguardo alla sicurezza idrica delle comunità locali e al potenziale impatto ambientale sulla vicina palude di Kaimaumau.